# JIRO (特殊メイクアーティスト)
JIRO（じろー、年齢不詳 - ）は特殊メイクアーティストである。昭和学院秀英高等学校を経て東京芸術大学卒業後、特殊メイクの道に入り、TVチャンピオンの特殊メイク王選手権5・6にて優勝（2連覇）した。特殊メイクアーティスト養成学校「Amazing School JUR」を設立。

## 経歴
- 2000年 東京芸術大学卒業後、「代々木アニメーション学院・スペシャルメイクアップアーティスト科」にて特殊メイクを学び、特殊メイクの道に入る。
- 2002年 有限会社自由廊 設立
- 2005年「代々木アニメーション学院・特殊メイク科」にて専任講師を務める。
- TV champion 特殊メイク王選手権5・6連続優勝、2連覇達成
  - TV champion 2 認定チャンピオンとして出場

## 代表作品
- 史上最強のドッキリ大作戦 特殊メイクで芸能人大変身!1、2
- ダウンタウンのガキの使いやあらへんで
- DRAMA COMPLEX
- 特命リサーチ200X
- 富豪刑事デラックス
- マジック革命セロ
- 田舎に泊まろう!
- 刺客請負人
- キサラギ
- エクステ
- 妖怪奇談
- シュレック2
- フレディVSジェイソン
- EXILE全国ツアー用マイクステッキ製作
- 全日本プロレスグレートムタ
- 佐々木健介コスチューム製作
- BACKDROP BOM
- 千里愛風
- 「ハロウィン・ナイト」のMV特殊メイク
- 映画「浅草キッド」（2021年）特殊メイク監修